# Edwards megye (Texas)
Edwards megye az Amerikai Egyesült Államokban, azon belül Texas államban található. Megyeszékhelye és legnagyobb városa Rocksprings. Lakosainak száma 1422 fő (2020. április 1.). Edwards megye Val Verde, Sutton, Kimble, Kerr, Real, Kinney és Uvalde megyékkel határos.

## Népesség
A megye népességének változása:
| Lakosok száma | 1993 | 1966 | 1968 | 1884 | 1894 | 1422 |
|               | 2010 | 2011 | 2012 | 2013 | 2015 | 2020 |